# トロイ・エイクマン
トロイ・ケネス・エイクマン（Troy Kenneth Aikman, 1966年11月21日 - ）は、アメリカ合衆国カリフォルニア州・ウエストコビーナ出身の、アメリカンフットボールの元クォーターバック（QB）である。NFLのダラス・カウボーイズで活躍し、引退後はFOXテレビの解説者となっている。また、NASCARにレーシングチームの共同所有者として参加している。
同時代では最高のクォーターバックの一人と考えられており、2006年にプロフットボール殿堂入りを果たした。当時、チームメートのWRマイケル・アービン、RBエミット・スミスと共に「トリプレッツ（The Triplets、三つ子）」と呼ばれ、1990年代のチームの黄金期を支えた。

## 経歴

### プロ入りまで
3人兄弟の末っ子としてカリフォルニア州ウエストコビーナで生まれた。その後セリトスで育ち12歳の時に一家はオクラホマ州ヘンリエッタに引っ越した。高校時代彼はアメリカンフットボール、野球で活躍し彼の背番号は後に永久欠番となった。
ニューヨーク・メッツからオファーがあったが彼はフットボールを大学で続けることを選択し、バリー・スウィッツァーがヘッドコーチを務めていたオクラホマ大学に進学した。
1984年、彼は先発出場し、ミネソタ大学、カンザス州立大学、全米ランキング17位のテキサス大学を破ったが10月19日にジミー・ジョンソンの率いるマイアミ大学と対戦した際に彼はジェローム・ブラウンにサックされてシーズン絶望の怪我を負った。エイクマンを失ったチームはウィッシュボーンオフェンスに切り換え1年生QBのジャメル・ホリーウェイが先発出場するようになった。チームはペンシルベニア州立大学を翌年1月のオレンジボウルで破り全米チャンピオンとなった。
オクラホマ大学での先発の座を奪われたエイクマンはUCLAに転校した。
UCLAに転校して1年間は規定により公式戦への出場はできず練習生として過ごしたがその後2年間で20勝4敗の成績をあげた。3年次に彼は10勝2敗でシーズンを終えアロハボウルでフロリダ大学を20-16で破った。
4年次の1988年には全米トップのQBに与えられるデイビー・オブライエン賞を受賞した。UPI通信からは西海岸最優秀選手に選ばれハイズマン賞でも3位の票を得た。この年も前年と同じ10勝2敗で終えUSCとワシントン州立大学にのみ敗れた。1989年1月にダラスで行われたアーカンソー大学とのコットンボウルでは17-3で勝利した。1989年のNFLドラフト全体1位指名権利を確実なものとしていたダラス・カウボーイズの地元メディアはエイクマンをカウボーイズの将来のQBとするべきだと訴えた。また当時のヘッドコーチ、トム・ランドリーも練習風景を見に行った。
エイクマンはUCLA史上2位のパス成績を残した。2008年、エイクマンはルー・ホルツ、ビリー・キャノン、サーマン・トーマスらと共にカレッジフットボール殿堂入りを果たしている。

### NFL
1989年のNFLドラフトで彼は前シーズンに3勝13敗という深刻な不振にあえぎトム・ランドリーが解任されたダラス・カウボーイズから全体1位で指名されて入団した。しかしカウボーイズはドラフトの数ヵ月後に行われた補充ドラフトの1巡目でジミー・ジョンソン新ヘッドコーチの教え子、スティーブ・ウォルシュ（1990年シーズン中にニューオーリンズ・セインツに移籍）を獲得した。
先発QB争いに勝った彼は開幕戦から先発したが第1週のニューオーリンズ・セインツ戦では0-28で敗れ、第2週のアトランタ・ファルコンズ戦ではマイケル・アービンへの65ヤード、プロ入り後初のタッチダウンパスを決めたが2インターセプトを喫した。フェニックス・カージナルス戦では379ヤードのパスを投げたがこれは当時のNFL新人記録であった。シーズン途中左手の指の負傷などにより欠場した彼は先発した11試合で勝利をあげることができずパス293本で155本の成功、1,749ヤード、9タッチダウン、18インターセプトの成績でシーズンを終えた。チームは1勝15敗に終わり、トム・ランドリーの解任の衝撃を受けた地元ファンやマスコミから、エイクマンは痛烈な非難を浴びた。
しかし1990年、ランニングバックのエミット・スミスがドラフト1巡で指名されて入団、終盤に4連勝をあげて7勝9敗と成績は向上しプレーオフにもう一息であった。
翌1991年、エイクマンは開幕から11試合に先発し6勝5敗という成績を残したが第12週のワシントン・レッドスキンズ（そこまでシーズン無敗）戦で負傷し、その後控えQBスティーブ・バーラインの活躍などによりチームはプレーオフ出場を果たしワイルドカードプレーオフでシカゴ・ベアーズを破った。ディビジョナル・プレーオフでエイクマンは復帰、デトロイト・ライオンズと対戦したが6-38で大敗した。この年エイクマンはプロボウルに初めて選ばれた。
1992年シーズン、エイクマンはパス302本成功、3,445ヤードを獲得、23タッチダウンをあげてチームはNFC2位の13勝3敗でシーズンを終えた。フィラデルフィア・イーグルスをディビジョナルプレーオフで破りNFCチャンピオンシップゲームでサンフランシスコ・フォーティナイナーズを30-20で破り第13回スーパーボウル以来14年ぶりとなるスーパーボウル出場を果たした。第27回スーパーボウルでは、カウボーイズはバッファロー・ビルズを52-17の大差で破ったが、エイクマンもパス30本中23本成功、273ヤードを獲得し4タッチダウンを決めてMVPに選ばれた。また、この年のプレーオフではこれまでジョー・モンタナが持っていたパス成功数83を上回る89回のパスを成功させるプレーオフ記録を作った。
1993年、チームは開幕から2試合エースRBのエミット・スミスが契約に不満を持ちホールドアウトしたこともあり、連敗でスタートしたがエイクマンはQBレーティング99.0を記録し、チームはNFC1位の12勝4敗で終えた。プレーオフではこの年より先発QBとなったブレット・ファーヴのグリーンベイ・パッカーズを破りNFCチャンピオンシップゲームではサンフランシスコ・フォーティナイナーズ（49ers）を38-21で破ったが相手DTののひざが頭部にあたり脳震盪を起こし退場した。第28回スーパーボウルでまたもバッファロー・ビルズを30-13で破り、史上4チーム目のスーパーボウル連覇を果たしたが試合終了後、エイクマンは脳震盪の悪影響がまだ残っておりどのようにプレーしたか覚えていないと話した。
スーパーボウル連覇後、ジョンソンヘッドコーチとジェリー・ジョーンズオーナーは仲違いし、1994年3月29日にジョンソンは辞任、バリー・スウィッツァーが後任となった。この年エイクマンは史上初のスーパーボウル3連覇を期待され、ディビジョナルプレーオフではグリーンベイ・パッカーズを38-9で破ったもののNFCチャンピオンシップゲームで49ersに28-38と敗れて3連覇の夢は消えた。
1995年、エイクマンは3,300ヤード以上のパスを通しレギュラーシーズンをNFC1位の12勝4敗で終えた。プレーオフではフィラデルフィア・イーグルス、グリーンベイ・パッカーズを破り、1996年1月28日の第30回スーパーボウルにおいて彼は1タッチダウンパスを決めてチームは27-17でピッツバーグ・スティーラーズを破り彼は3回目のスーパーボウル優勝を味わった。 
1996年、チームの得点が30チーム中25位となる不振にも関わらず、チームは10勝6敗で地区優勝を果たした。ワイルドカードプレーオフでミネソタ・バイキングスを40-15で破ったがこれが彼の現役でのプレーオフ最後の勝利となり、カロライナ・パンサーズに17-26で敗れてシーズンを終えた。
1997年、彼はチーム史上初となる3年連続3,000ヤード以上のパスを達成したがチームは6勝10敗と低迷、5年ぶりにプレーオフ出場を逃した。エイクマンはスウィッツァーヘッドコーチがチームに規律をもたらせないからだと批判、このシーズン終了後スウィッツァーは解任された。
その後エイクマンは度重なる負傷に苦しめられた。これは（エイクマン自身を含めて）チームの一部のプレイヤーの年俸が高騰し、サラリーキャップ制度の中でオフェンスライン陣に良い選手を集めることが出来なくなったことがひとつの要因として指摘されている。
1998年、5試合に欠場したものの10勝6敗で地区優勝を果たしホームでアリゾナ・カージナルスを迎え撃ったが7-20で敗れた。
1999年、第1週のワシントン・レッドスキンズ戦では自己ベストの5タッチダウンをあげてオーバータイムの末勝利した。この年8勝8敗でシーズンを終えたがワイルドカードでプレーオフに進出、ミネソタ・バイキングスに10-27で敗れた。これが彼のプレーオフ最後の試合、またエイクマン、スミス、アービンの3人がそろった最後の試合となった。
2000年、この年彼は脳震盪に悩まされランドール・カニンガムと併用して起用された。12月10日、ワシントン・レッドスキンズのラインバッカー（LB）ラヴァー・アーリントンからヘルメットがへこむほどのハードヒットを受けて自身10度目となる脳震盪を起こし、これがキャリア最後の試合となった。この年チームは5勝11敗でシーズンを終えた。
2001年、エイクマンはチームから7年間7000万ドルの契約延長を提示されていた後、3月7日にウェーバーにかけられ、4月9日、現役引退を発表した。エイクマンはキャリア通算32,942ヤードのチーム新記録を樹立。通算94勝をあげ、その内、90勝を1990年代の10年間にあげてこれはNFL記録となった。

### 引退後
引退直後の2001年シーズンから、FOX「NFL on FOX」の解説者としてデビュー。解説1年目はジョン・マッデンに次ぐNo.2として、かつてのチームメイトであったダリル・ジョンストン（「ムース」（ヘラジカ）の愛称で知られたフルバック（FB））とのダブル解説であった。
翌2002年はマッデンのABC移籍に伴いNo.1に昇格、現在まで実況のジョー・バックとコンビを組んでいる（ただし、2004年まではクリス・コリンズワースとのダブル解説だった）。これまでスーパーボウルの解説を6度担当した（第39回（2005年）、第42回（2008年）、第45回（2011年）、第48回（2014年）、第51回（2017年）、第54回（2020年））。
2005年、ロジャー・ストーバック（1970年代のカウボーイズで活躍した殿堂入りQB）らと共にNASCARのレーシングチーム「ホール・オブ・フェイム・レーシング」を設立。翌2006年シーズンからネクステルカップ（現スプリントカップシリーズ）に参戦している。
またトロイ・エイクマン基金を設立し、小児病院の建設に取り組んでいる。
テキサス州ダラスで、フォード車の販売会社を営んでもいる。
2005年9月19日のマンデーナイトフットボール、ワシントン・レッドスキンズ戦のハーフタイムに長年のチームメート、マイケル・アービン、エミット・スミスと共にRing of Honor に推薦された。
2006年8月5日にハリー・カーソン、ジョン・マッデン、ウォーレン・ムーン、レジー・ホワイト、レイフィールド・ライトと共にプロフットボール殿堂入りを果たした。表彰式で彼はカウボーイズの攻撃システムやアービン、スミスらへの感謝を述べた。
2009年2月7日、UCLAとノートルダム大学とのカレッジバスケットボールのハーフタイムにカレッジフットボール殿堂入りを祝う式典が行われた。
2009年3月にサンディエゴ・パドレスのオーナーグループの一員となった。また同年7月2日にはヒューストン・アストロズ戦で始球式を務めた。その際、1984年にニューヨーク・メッツが彼の獲得に関心を持っていたことが明らかにされた。
2010年2月9日、ナショナル・フットボール財団の取締役となった。
2022年よりジョー・バックと共にESPNに移籍、マンデーナイトフットボールの解説を務める。

## 人物
ロリー・モーガン、サンドラ・ブロック、ジャニン・ターナーとのデートが目撃されたこともあったが、2000年4月8日、カウボーイズの広報をしていた女性とテキサス州プレイノで結婚した。二人は結婚することを秘密にしていたがFOXスポーツの解説者、ジョン・マッデンがマスターズ・トーナメントの際にもらしてしまった。
1999年にはスポーティングニュースが選ぶ偉大な100人の95位にランクされた。ザ・シンプソンズの"Sunday, Cruddy Sunday"というエピソードにダン・マリーノと共に出演している。2001年のビリー・グラハムの83歳の誕生日を祝うビデオにも参加した。ダンシング・ウィズ・ザ・スターズにも登場している。